# ФК Љубљана
ФК Љубљана (словен. FC Ljubljana) је бивши словеначки фудбалски клуб из Љубљане.

## Историја
Представља једне од најстаријих фудбалских клубова из Словеније и основан је као СК Хермес 1909 у тадашњој Аустроугарској монархији. Први меч је био против ФК Одреда или НК Олимпије који су победили са 18-0! После Другог светског рата су добили име НК Железничар Љубљана и играју у другом рангу бившег југословенског система фудбала или у републичкој лиги коју су добили 1949. 
По осамостаљењу те бивше југословенске републике играју у првој лиги те државе.
У прве две сезоне имају назив Еуроспектер Љубљана па после Космос Љубљана. 1996. су повукли професионалну лиценцу за Прву лигу па су играли у другој лиги коју су напустили па су играли и у Трећој лиги као НК Виатор и Вектор. 2001/02 су били други у Другој лиги Словеније па су почели да се враћају у Прву лигу 2002/03 је донела 10. место, следећа сезона 7. а завршна 2004/05 9. место, али су повукли лиценцу и отишли у Пету лигу. 2005/06 у 5. лиги су били други са 66 голова у свих 17 мечева али су били иза Олимпије и нису могли да уђу у Четврту лигу. 2006/07 су напокон ушли у 4. лигу.

## Успеси
- Словеначка републичка лига — четврта лига Југославије:

- Првак (5): 1949, 1963, 1967, 1968 и 1989.

- Словеначки републички куп:

- Финалиста (2): 1959 и 1960.

## Резултати клуба у последњим годинама
| Сезона  | Лига    | Место | Мечеви | П  | Н  | И  | ДГ | ПГ | Бодови | Куп                | Напомене         |
| ------- | ------- | ----- | ------ | -- | -- | -- | -- | -- | ------ | ------------------ | ---------------- |
| 1991/92 | 1. СНЛ  | 5     | 40     | 7  | 12 | 11 | 59 | 41 | 46     |                    |                  |
| 1992/93 | 1. СНЛ  | 4     | 34     | 16 | 8  | 10 | 44 | 34 | 40     | полуфинале         |                  |
| 1993/94 | 1. СНЛ  | 11    | 30     | 8  | 9  | 13 | 29 | 44 | 25     | шеснаестина финала |                  |
| 1994/95 | 1. СНЛ  | 10    | 30     | 13 | 4  | 13 | 49 | 43 | 30     | шеснаестина финала | Испали           |
| 1995/96 | 2. СНЛ  | 1     | 29     | 20 | 7  | 2  | 62 | 20 | 67     | четвртфинале       |                  |
| 1996/97 | 2. СНЛ  | 16    | 15     | 1  | 5  | 9  | 10 | 26 | 8      |                    | Напустили        |
| 2000/01 | 2. СНЛ  | 7     | 29     | 11 | 7  | 11 | 50 | 40 | 40     |                    |                  |
| 2001/02 | 2. СНЛ  | 2     | 30     | 22 | 6  | 2  | 89 | 12 | 72     | четвртфинале       | Ушли у виши ранг |
| 2002/03 | 1. СНЛ  | 10    | 31     | 9  | 6  | 16 | 41 | 66 | 30     | осмина финала      | -3 поена         |
| 2003/04 | 1. СНЛ  | 7     | 32     | 12 | 6  | 14 | 38 | 53 | 42     | полуфинале         |                  |
| 2004/05 | 1. СНЛ  | 10    | 32     | 10 | 12 | 10 | 38 | 43 | 42     | осмина финали      | Искључени        |
| 2005/06 | 5. лига | 2     | 17     | 15 | 0  | 2  | 66 | 10 | 45     |                    |                  |
| 2006/07 | 5. лига | 2     | 16     | 13 | 1  | 2  | 60 | 21 | 40     |                    | Ушли у виши ранг |
| 2007/08 | 4. лига | 4     | 26     | 15 | 3  | 8  | 47 | 29 | 48     |                    |                  |